# Liste der Baudenkmale in Molzen (Uelzen)
In der Liste der Baudenkmale in Molzen (Uelzen) sind die Baudenkmale des niedersächsischen Ortes Molzen aufgelistet. Dies ist ein Teil der Liste der Baudenkmale in Uelzen. Der Stand der Liste ist der 18. November 2021.
Die Quelle der  IDs und der Beschreibungen ist der Denkmalatlas Niedersachsen.

## Allgemein
In den Spalten befinden sich folgende Informationen:
- Lage: die Adresse des Baudenkmales und die geographischen Koordinaten. Kartenansicht, um Koordinaten zu setzen. In der Kartenansicht sind Baudenkmale ohne Koordinaten mit einem roten Marker dargestellt und können in der Karte gesetzt werden. Baudenkmale ohne Bild sind mit einem blauen Marker gekennzeichnet, Baudenkmale mit Bild mit einem grünen Marker.
- Bezeichnung: Bezeichnung des Baudenkmales
- Beschreibung: die Beschreibung des Baudenkmales. Unter § 3 Abs. 2 NDSchG werden Einzeldenkmale und unter § 3 Abs. 3 NDSchG Gruppen baulicher Anlagen und deren Bestandteile ausgewiesen.
- ID: die Objekt-ID des Baudenkmales
- Bild: ein Bild des Baudenkmales, ggf. zusätzlich mit einem Link zu weiteren Fotos des Baudenkmals im Medienarchiv Wikimedia Commons. Wenn man auf das Kamerasymbol klickt, können Fotos zu Baudenkmalen aus dieser Liste hochgeladen werden:

## Molzen
Molzen brannte in den Jahren 1781 und 1827 zum größten Teil ab. Daher ist ein Großteil der Gebäude nach diesen Bränden entstanden. Allerdings wurde die Anlage des Ortes nicht wesentlich verändert.

### Gruppen baulicher Anlagen in Molzen
| Lage                                           | Bezeichnung                                       | Beschreibung | ID       | Bild |
| ---------------------------------------------- | ------------------------------------------------- | --- | -------- | ---- |
| Am Rittergut 1 53° 0′ 19″ N, 10° 36′ 35″ O     | Gutshof                                           | Das Rittergut besteht seit dem 14. Jahrhundert, Besitzer war die Familie von Spörken. Das Herrenhaus des Ritterguts wurde um 1800 erbaut. Es ist ein Fachwerkhaus mit einem massiven Sockelgeschoss. Das Haus ist eingeschossig und trägt ein Satteldach. Die Fassade ist geprägt von dem Zwerchhaus, vor dem Haus befindet sich eine Freitreppe. Nördlich des Herrenhauses befindet sich eine große Gartenanlage. Zu dem Gut gehören noch große Wirtschaftsgebäude. | 31004842 | BW   |
| Zum neuen Gehege 3 53° 0′ 20″ N, 10° 36′ 13″ O | Kirche und Pfarrhaus der Freikirchlichen Gemeinde | Die Kirche wurde im Jahre 1887 erbaut. Es ist ein Saalbau im Stil der Neugotik. Das Pfarrhaus wurde 1903 erbaut. | 31004852 |      |

### Einzeldenkmal in Molzen
| Lage                                                | Bezeichnung                  | Beschreibung | ID       | Bild           |
| --------------------------------------------------- | ---------------------------- | --- | -------- | -------------- |
| Am Rittergut 1 53° 0′ 18″ N, 10° 36′ 35″ O          | Scheune                      | Zweigeschossiger traufständiger Backsteinbau unter flach geneigtem Satteldach. Errichtet Ende des 19. Jahrhunderts. | 31005504 | BW             |
| Am Rittergut 1 53° 0′ 19″ N, 10° 36′ 35″ O          | Herrenhaus                   | Klassizistischer Fachwerkbau auf hohem Sockelgeschoss unter ziegelgedecktem Halbwalmdach. Sockelgeschoss aus Feldsteinen vermutlich älter (Backsteingewölbe erhalten), darüber symmetrischer Fassadenaufbau aus Fachwerk mit Backsteinausfachung, Mittenbetonung durch breites Zwerchhaus und Freitreppe. Fenstereinfassungen der Vorderseite in Holz, der Rückseite in Stein. Erbaut um 1820. | 31006884 | BW             |
| Am Rittergut 1 a, b, c 53° 0′ 20″ N, 10° 36′ 38″ O  | Wohnhaus                     | Eingeschossiges Fachwerkgebäude unter ziegelgedecktem Halbwalmdach. In direkter baulicher Verbindung zum (jüngeren) Kuhstall. Errichtet im 19. Jahrhundert als Arbeiterwohnhaus. | 38406485 | BW             |
| Am Rittergut 1 d, e 53° 0′ 21″ N, 10° 36′ 37″ O     | Stall                        | Eingeschossiger Backsteinbau unter ziegelgedecktem Satteldach. Dachgeschoss der rechten Hälfte zu Wohnzwecken ausgebaut. Erbaut 1938. | 31005540 | BW             |
| Am Rittergut 1 53° 0′ 20″ N, 10° 36′ 38″ O          | Stall                        | Eingeschossiges Massivgebäude aus Backstein unter ziegelgedecktem Satteldach. Gebaut als Kuhstall 1937, im rechten Winkel angebaut die ehemalige Schmiede. | 31005522 | BW             |
| Am Rittergut 1 53° 0′ 21″ N, 10° 36′ 34″ O          | Park                         | Park der Gutsanlage, bestehend aus westlicher Freifläche, umgeben von alten Bäumen, und östlichem Waldstück, darin das ehemalige Erbbegräbnis mit zwei wohl aus der Kirche translozierten Grabplatten des frühen 17. Jahrhunderts (Familie Spörcken). | 38406502 | BW             |
| Molzener Kirchstraße 10 53° 0′ 16″ N, 10° 36′ 21″ O | Wohn- und Wirtschaftsgebäude | Vierständer-Fachwerkgebäude mit Backsteinausfachung, unter ziegelgedecktem Halbwalmdach. Errichtet in der zweiten Hälfte des 19. Jahrhunderts. | 31006902 | BW             |
| Molzener Kirchstraße 13 53° 0′ 17″ N, 10° 36′ 30″ O | Ehemalige Schule             | Vierständer-Fachwerkgebäude mit Backsteinausfachung, unter ziegelgedecktem Halbwalmdach. Errichtet als Schul- und Küsterhaus 1827 benachbart zur Marienkirche. | 31006919 |                |
| Molzener Kirchstraße 15 53° 0′ 18″ N, 10° 36′ 31″ O | Kirche                       | Die Marienkirche Molzen steht gegenüber dem Rittergut auf einer kleinen Anhöhe. Die Kirche wurde von 1853 bis 1854 nach einem Entwurf von Ludwig Hellner erbaut. Es ist ein Backsteinbau mit einem Westturm. Die Ausstattung im Inneren ist aus der Bauzeit. | 31006936 | Weitere Bilder |
| Mühlenfeldstraße 10 53° 0′ 16″ N, 10° 36′ 45″ O     | Mühle mit Mühlenteich        | Zweigeschossiges Mühlengebäude aus gelben Backsteinen unter ziegelgedecktem Satteldach. In der Nordfassade dreigeschossiger Mittelrisalit mit Ladeluken. An der Südseite hervorgezogener Risalit mit Fachwerkobergeschoss. Erbaut 1860 als Mühle des Molzener Gutshofes, seit 1928 eigenständig.                                                                                               | 31006953 | BW             |
| Zum Brandgehege 2 53° 0′ 21″ N, 10° 36′ 25″ O       | Häuslingshaus                | Eingeschossiges langgestrecktes Fachwerkgebäude mit Backsteinausfachung, unter ziegelgedecktem Halbwalmdach. Errichtet als Häuslingshaus für Landarbeiter des Gutshofs Molzen in der ersten Hälfte des 19. Jahrhunderts. | 31006971 | BW             |
| Zum neuen Gehege 3 53° 0′ 20″ N, 10° 36′ 14″ O      | Kirche                       | Saalbau aus Backstein in neugotischer Gestaltung unter im Osten abgewalmtem ziegelgedecktem Satteldach, integrierter niedriger Westturm mit schiefergedecktem Helm. Erbaut 1887. | 31006988 | Weitere Bilder |
| Zum neuen Gehege 3 53° 0′ 21″ N, 10° 36′ 14″ O      | Pfarrhaus                    | Eingeschossiger traufständiger Putzbau unter ziegelgedecktem Satteldach mit straßenseitigem Zwerchhaus. Rote Backsteineinfassungen der Fenster, spitzbogigen Fensterblenden, Eingangstür und Gebäudeecken. Erbaut 1903. | 31007006 | BW             |
| Zum neuen Gehege 6 53° 0′ 22″ N, 10° 36′ 15″ O      | Wohnhaus                     | Traufständiges massives Querdielenhaus unter ziegelgedecktem Krüppelwalmdach mit straßenseitigem Zwerchhaus. Erbaut um 1905. | 31007024 | BW             |
| Zur Wipperau 1 53° 0′ 14″ N, 10° 36′ 22″ O          | Wohnhaus                     | Freistehendes massives Wohnhaus mit Drempelgeschoss in Zierfachwerk über dem massiven Hochparterregeschoss aus Backstein, Risalite und Vorbauten gliedern die Straßenfassaden. Ziegelgedeckte Dächer. Erbaut 1911. | 31007041 | BW             |
| Zur Wipperau 3 53° 0′ 11″ N, 10° 36′ 20″ O          | Wohnhaus                     | Freistehendes Wohnhaus mit Drempelgeschoss in Zierfachwerk über dem massiven verputzten Hochparterregeschoss; zweiläufige Treppe vor dem Haupteingang an der Nordseite; Risalite und Vorbauten gliedern die Fassaden. Ziegelgedeckte Dächer. Erbaut 1908. | 31007058 | BW             |